# Assentamento Oriental

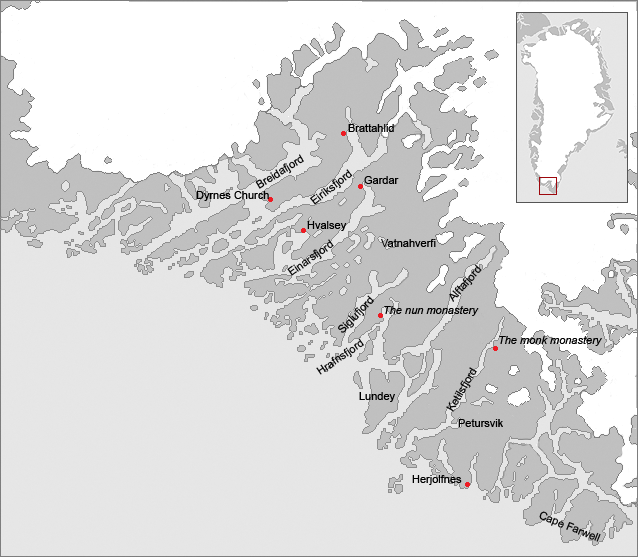
Mapa do assentamento nórdico oriental na Groenlândia medieval. A área está dentro do atual município de Kujalleq. As principais fazendas e igrejas conhecidas são identificadas, bem como alguns nomes geográficos prováveis.

O Assentamento Oriental (Língua nórdica antiga: Eystribyggð) foi a primeira e a maior das três áreas da Groenlândia Nórdica, estabelecida em 985 DC pelos viquinges da Islândia. Em seu pico, continha aproximadamente 4.000 habitantes. O último registro escrito do Assentamento Oriental é de um casamento solenizado em 1408, colocando-o cerca de 50 a 100 anos depois do fim do Assentamento Ocidental mais setentrional.
Apesar de seu nome, o Assentamento Oriental ficava mais ao sul do que a leste de seu companheiro e, como o Assentamento Ocidental, ficava na ponta sudoeste da Groenlândia, à frente de fiordes longos como o Fiorde Tunulliarfik ou Eiriksfjord, Igaliku ou Einarsfjord e Fiorde Sermilik. (veja o mapa à direita). Aproximadamente 500 grupos de ruínas de fazendas nórdicas podem ser encontrados na área, incluindo 16 ruínas de igrejas, incluindo Brattalid, Dyrnæs, Garðar, Hvalsey e Herjolfsnes. O distrito de Vatnahverfi, a sudeste de Einarsfjord, tinha algumas das melhores terras pastoris da colônia, e ostentava 10% de todas as fazendas conhecidas no Assentamento Oriental.
A economia dos assentamentos nórdicos medievais era baseada na pecuária - principalmente ovinos e bovinos, com um suplemento significativo de caça às focas. A deterioração do clima no século XIV pode ter aumentado a demanda por forragem de inverno e, ao mesmo tempo, diminuído a produtividade dos prados de feno. Análises isotópicas de ossos escavados em investigações arqueológicas nos assentamentos nórdicos descobriram que a pesca desempenhava um papel econômico crescente no final da vida do assentamento. Enquanto a dieta dos primeiros colonos consistia em 80% de produtos agrícolas e 20% de alimentos marinhos, a partir do século XIV os nórdicos da Groenlândia tinham de 50% a 80% de sua dieta do mar.
Na tradição inuit da Groenlândia, há uma lenda sobre Hvalsey. Segundo essa lenda, houve uma guerra aberta entre o chefe nórdico Ungortoq e o líder inuit K'aissape. Os Inuit fizeram um ataque massivo contra Hvalsey e incendiaram os nórdicos dentro de suas casas, mas Ungortoq escapou com sua família. K'aissape o conquistou depois de uma longa perseguição, que terminou perto do Cabo Farvel. No entanto, de acordo com estudos arqueológicos, não há sinal de uma conflagração. Outras explicações também foram oferecidas, incluindo a erosão do solo devido ao sobrepastoreio e os efeitos da Peste Negra.